# Milton Sills
Milton Sills (ur. 12 stycznia 1882, zm. 15 września 1930) – amerykański aktor filmowy. Zmarł na niewydolność serca Był także członkiem założycielem Amerykańskiej Akademii Sztuki i Wiedzy Filmowej.

## Filmografia
- 1914: The Pit jako Corthell
- 1917: System honorowy jako Joseph Stanton
- 1920: Week-End jako Arthur Tavenor
- 1924: Morski jastrząb jako Sir Oliver Tressilian
- 1928: The Barker jako Nifty Miller
- 1930: The Sea Wolf jako Wilk Larsen

## Wyróżnienia
Posiada swoją gwiazdę na Hollywoodzkiej Alei Gwiazd.